# Kattostmal
Kattostmal (Platyedra subcinerea) är en fjärilsart som beskrevs av Adrian Hardy Haworth 1828. Kattostmal ingår i släktet Platyedra och familjen stävmalar. Enligt den svenska rödlistan är arten sårbar i Sverige. Arten förekommer på Gotland, Öland och Götaland. Artens livsmiljö är jordbrukslandskap, stadsmiljö. Inga underarter finns listade i Catalogue of Life.